# レペゼンLOCAL 〜地方創生×HIPHOP〜
レペゼンLOCAL 〜地方創生×HIPHOP〜（レペゼンローカル ちほうそうせい ヒップホップ）は、TBS系列またはJNN系列で放送されたテレビ番組である。

## 概要
日本のヒップホップに目を向け制作された番組である。地元をレペゼン（代表する）しているラッパーが番組に登場し、特集がなされている。
2014年5月に制作側と同業界の取引先の若きサラリーマン達と東京で出会い、その後サラリーマン達がヒップホップの番組を作りたいという夢を語りだしたことから番組制作が実現した。スタッフはこのサラリーマン達と出会い初めてヒップホップに触れたという。このサラリーマンたちは後にHHcrewを結成し、楽曲「地方創生」が番組主題歌にも起用されている。
2016年12月にTBS系列全国10地区で第1回が放送。2018年1月28日に第2回が全国10地区で放送されている。第3弾が2018年12月27日、HBC北海道放送をはじめとする地方各局で放送。第4弾が2020年3月23日か29日にかけてJNN系列ローカル6か所で放送。

## 出演者

### MC
- TKO

### ゲスト

#### 第1回
- ガッツキマン
- 2WIN

#### 第2回
- KEN THE 390
- DJ MASTERKEY
- CHICO CARLITO
- 唾奇
- 押忍マン

## ネット局と放送時間
| 放送対象地域   | 放送局                    | 放送日時 |
| -------------- | ------------------------- | --- |
| 北海道         | 北海道放送（HBC）         | 【Vol.1】2016年12月27日 25時40分 - 26時35分（火曜深夜） 【Vol.2】2018年1月28日(日) 25時25分 - 26時20分（日曜深夜） |
| 青森県         | 青森テレビ（ATV）         | 【Vol.1】2016年12月28日 25:40 - 26:35（水曜深夜） 【Vol.2】2018年1月28日(日) 24時50分 - 25時45分（日曜深夜）       |
| 岩手県         | 岩手放送（IBC）           | 【Vol.1】2017年3月31日 26:15 - 27:10（金曜深夜）                                                                   |
| 山形県         | テレビユー山形（TUY）     | 【Vol.1】2016年12月28日 25:10 - 26:05（水曜深夜） 【Vol.2】2018年1月28日(日) 25時45分 - 26時39分（日曜深夜）       |
| 長野県         | 信越放送（SBC）           | 【Vol.1】2016年12月26日 25:23 - 26:18（月曜深夜） 【Vol.2】2018年1月28日(日) 25時20分 - 26時15分（日曜深夜）       |
| 石川県         | 北陸放送（MRO）           | 【Vol.1】2016年12月27日 25:40 - 26:35（火曜深夜） 【Vol.2】2018年1月28日(日) 25時45分 - 26時40分（日曜深夜）       |
| 富山県         | チューリップテレビ（TUT） | 【Vol.1】2016年12月29日 25:40 - 26:34（木曜深夜） 【Vol.2】2018年1月28日(日) 25時30分 - 26時25分（日曜深夜）       |
| 山梨県         | テレビ山梨（UTY）         | 【Vol.1】2016年12月28日 25:05 - 26:05（水曜深夜） 【Vol.2】2018年1月28日(日) 25時20分 - 26時15分（日曜深夜）       |
| 鳥取県、島根県 | 山陰放送（BSS）           | 【Vol.1】2016年12月30日 24:00 - 24:55（金曜深夜） 【Vol.2】2018年1月28日(日) 24時50分 - 25時45分（日曜深夜）       |
| 福岡県         | RKB毎日放送（RKB）        | 【Vol.2】2018年4月27日 26:58 -（金曜深夜）                                                                         |
| 大分県         | 大分放送（OBS）           | 【Vol.1】2016年12月27日 25:40 - 26:40（火曜深夜） 【Vol.2】2018年1月28日(日) 26時20分 - 27時15分（日曜深夜）       |
| 沖縄県         | 琉球放送（RBC）           | 【Vol.1】2016年12月22日 25:58 - 26:58（木曜深夜） 【Vol.2】2018年1月28日(日) 25時40分 - 26時35分（日曜深夜）       |